# Pattinaggio di figura agli XI Giochi olimpici invernali
Le competizioni del pattinaggio di figura degli XI Giochi olimpici invernali si è svolta nei giorni dal 4 all'11 di febbraio 1972 al Mikaho Gymnasium a Sapporo.
Come a Grenoble 1968 si disputarono tre competizioni.

## Programma
| Pattinaggio di figura agli XI Giochi olimpici invernali | Pattinaggio di figura agli XI Giochi olimpici invernali | Pattinaggio di figura agli XI Giochi olimpici invernali | Pattinaggio di figura agli XI Giochi olimpici invernali | Pattinaggio di figura agli XI Giochi olimpici invernali | Pattinaggio di figura agli XI Giochi olimpici invernali | Pattinaggio di figura agli XI Giochi olimpici invernali | Pattinaggio di figura agli XI Giochi olimpici invernali | Pattinaggio di figura agli XI Giochi olimpici invernali | Pattinaggio di figura agli XI Giochi olimpici invernali | Pattinaggio di figura agli XI Giochi olimpici invernali | Pattinaggio di figura agli XI Giochi olimpici invernali |
| Eventi / Giorni                                         | Febbraio 1972                                           | Febbraio 1972                                           | Febbraio 1972                                           | Febbraio 1972                                           | Febbraio 1972                                           | Febbraio 1972                                           | Febbraio 1972                                           | Febbraio 1972                                           | Febbraio 1972                                           | Febbraio 1972                                           | Febbraio 1972                                           |
| Eventi / Giorni                                         | 3                                                       | 4                                                       | 5                                                       | 6                                                       | 7                                                       | 8                                                       | 9                                                       | 10                                                      | 11                                                      | 12                                                      | 13                                                      |
| ------------------------------------------------------- | ------------------------------------------------------- | ------------------------------------------------------- | ------------------------------------------------------- | ------------------------------------------------------- | ------------------------------------------------------- | ------------------------------------------------------- | ------------------------------------------------------- | ------------------------------------------------------- | ------------------------------------------------------- | ------------------------------------------------------- | ------------------------------------------------------- |
| Maschile                                                |                                                         |                                                         |                                                         |                                                         |                                                         | Obbligatori                                             |                                                         |                                                         | Liberi                                                  |                                                         |                                                         |
| Femminile                                               |                                                         | Obbligatori                                             |                                                         |                                                         | Liberi                                                  |                                                         |                                                         |                                                         |                                                         |                                                         |                                                         |
| A coppie                                                |                                                         |                                                         |                                                         | Prog. corto                                             |                                                         | Liberi                                                  |                                                         |                                                         |                                                         |                                                         |                                                         |

## Podi
| Evento               | Oro                                           | Perform. | Argento                                            | Perform. | Bronzo                                  | Perform. |
| Maschile (dettagli)  | Ondrej Nepela                                 | 9,0      | Sergej Četveruchin                                 | 14,0     | Patrick Péra                            | 22,0     |
| Femminile (dettagli) | Beatrix Schuba                                | 9,0      | Karen Magnussen                                    | 23,0     | Janet Lynn                              | 27,0     |
| A coppie (dettagli)  | Unione Sovietica Irina Rodnina Aleksej Ulanov | 12,0     | Unione Sovietica Ljudmila Smirnova Andrej Surajkin | 15,0     | Germania Est Manuela Groß Uwe Kagelmann | 29,0     |

## Medagliere
| Posizione | Paese            |   |   |   | Totale |
| --------- | ---------------- | - | - | - | ------ |
| 1         | Unione Sovietica | 1 | 2 | 0 | 3      |
| 2         | Austria          | 1 | 0 | 0 | 1      |
| 2         | Cecoslovacchia   | 1 | 0 | 0 | 1      |
| 4         | Canada           | 0 | 1 | 0 | 1      |
| 5         | Francia          | 0 | 0 | 1 | 1      |
| 5         | Germania Est     | 0 | 0 | 1 | 1      |
| 5         | Stati Uniti      | 0 | 0 | 1 | 1      |
| Totale    | Totale           | 3 | 3 | 3 | 9      |